# Metoposaurus
Genre
Espèces de rang inférieur
- † M. diagnosticus (von Meyer, 1842), espèce type
- † M. krasiejowensis Sulej, 2002
- † M. algarvensis Brusatte, 2015

Nomina dubia :

- † M. fraasi Lucas, 1904
- † M. jonesi Case, 1920
- † M. santaecrucis Koken, 1913

Metoposaurus est un genre éteint d'amphibiens temnospondyles qui a vécu au cours du Trias supérieur dans ce qui est aujourd'hui l'Europe. Son nom signifie en grec « lézard à métopes », sachant que le préfixe metopo évoque les reliefs de ses plaques crâniennes, et que le suffixe saurus est attribué en paléontologie aussi bien à des amphibiens qu'à de nombreux dinosaures (et autres archosaures).

## Description
Cet animal possédait de petits membres faibles par rapport à sa masse, qui suggèrent un mode de vie aquatique et une grosse tête plate avec de petites dents pointues qui suggèrent un mode d'alimentation par chasse à l'affût, notamment des poissons. Metoposaurus mesurait jusqu'à 3 mètres de long, pesait près de 350 kg et fut l'un des derniers amphibiens de taille plurimétrique, le dernier étant Koolasuchus du Crétacé.
Un grand nombre de « fosses communes » de Metoposaurus ont été trouvées, probablement des animaux regroupés dans des points d'eau résiduels et morts en période de sécheresse.

## Découverte
La première mention d'un Metoposauridae remonte à 1842, lorsque von Meyer décrit le crâne d'un labyrinthodonte du Trias supérieur découvert près de Stuttgart. Meyer a tenté de reconstituer cet individu, alors baptisé Metopias diagnosticus. En 1890, Lydekker a renommé cette espèce Metoposaurus diagnosticus,.

## Liste des espèces
- † Metoposaurus diagnosticus (Meyer, 1842)
- † Metoposaurus krasiejowensis (Sulaj, 2002)[4]
- † Metoposaurus algarvensis (Brusatte, 2015)[5],[6]

## Galerie

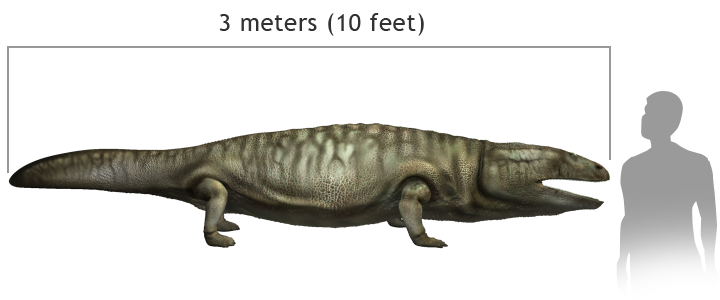
Comparaison de taille entre un Metoposaurus et un humain
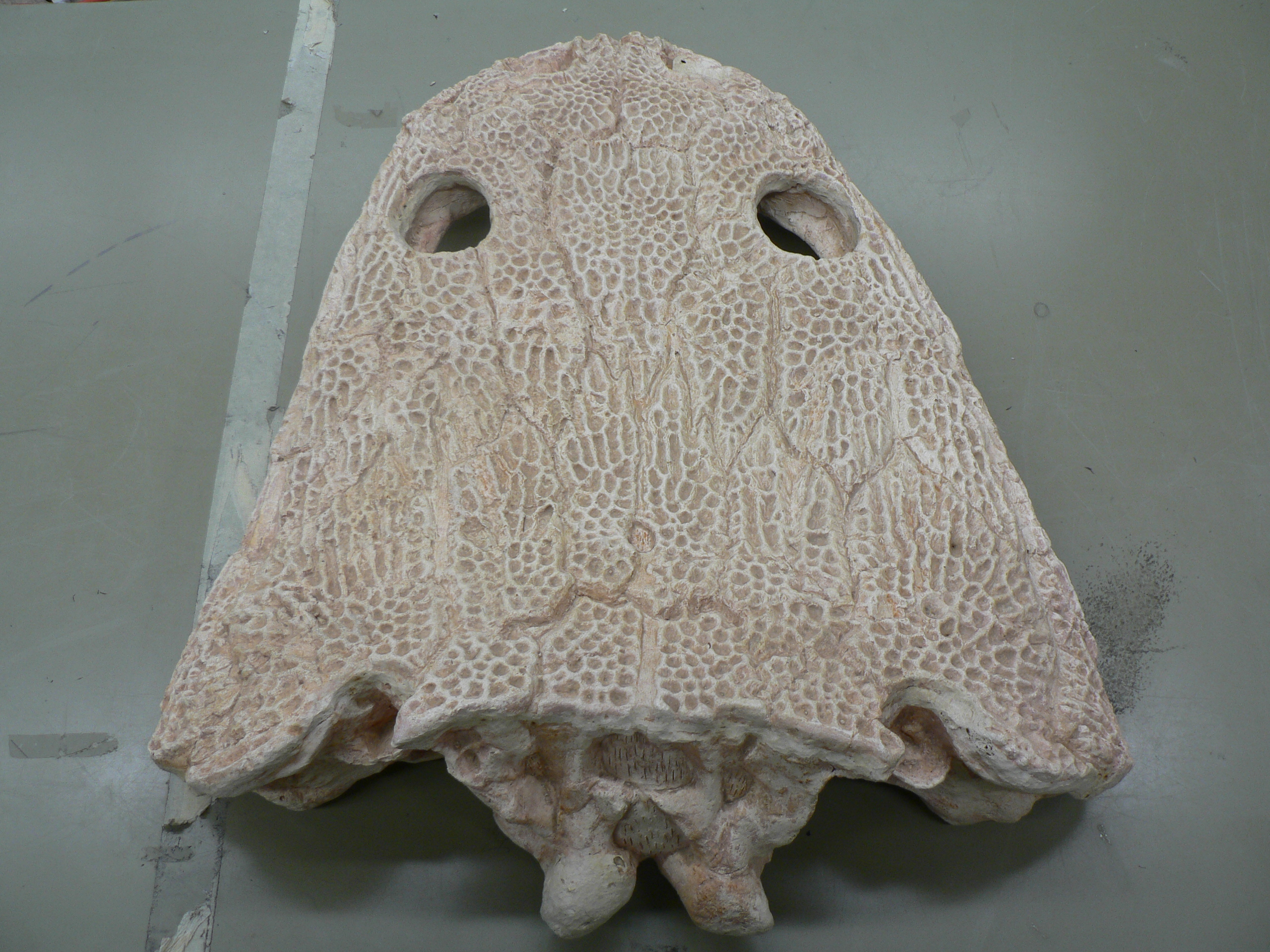
Crâne de Metoposaurus vu de dessus